# Hunterganj
Hunterganj är en ort i Indien.   Den ligger i delstaten Jharkhand, i den östra delen av landet, 900 km sydost om huvudstaden New Delhi. Hunterganj ligger 182 meter över havet och antalet invånare är 100 000.
Terrängen runt Hunterganj är huvudsakligen platt, men åt sydost är den kuperad. Terrängen runt Hunterganj sluttar norrut. Runt Hunterganj är det tätbefolkat, med 319 invånare per kvadratkilometer. Hunterganj är det största samhället i trakten. Trakten runt Hunterganj består till största delen av jordbruksmark.